# Pachuta
Pachuta é uma cidade  localizada no estado americano de Mississippi, no Condado de Clarke.

## Demografia
Segundo o censo americano de 2000, a sua população era de 245 habitantes.
Em 2006, foi estimada uma população de 235, um decréscimo de 10 (-4.1%).

## Geografia
De acordo com o United States Census Bureau tem uma área de
5,9 km², dos quais 5,9 km² cobertos por terra e 0,0 km² cobertos por água. Pachuta localiza-se a aproximadamente 86 m acima do nível do mar.

## Localidades na vizinhança
O diagrama seguinte representa as localidades num raio de 28 km ao redor de Pachuta.